# Eulenhof (Allersberg)

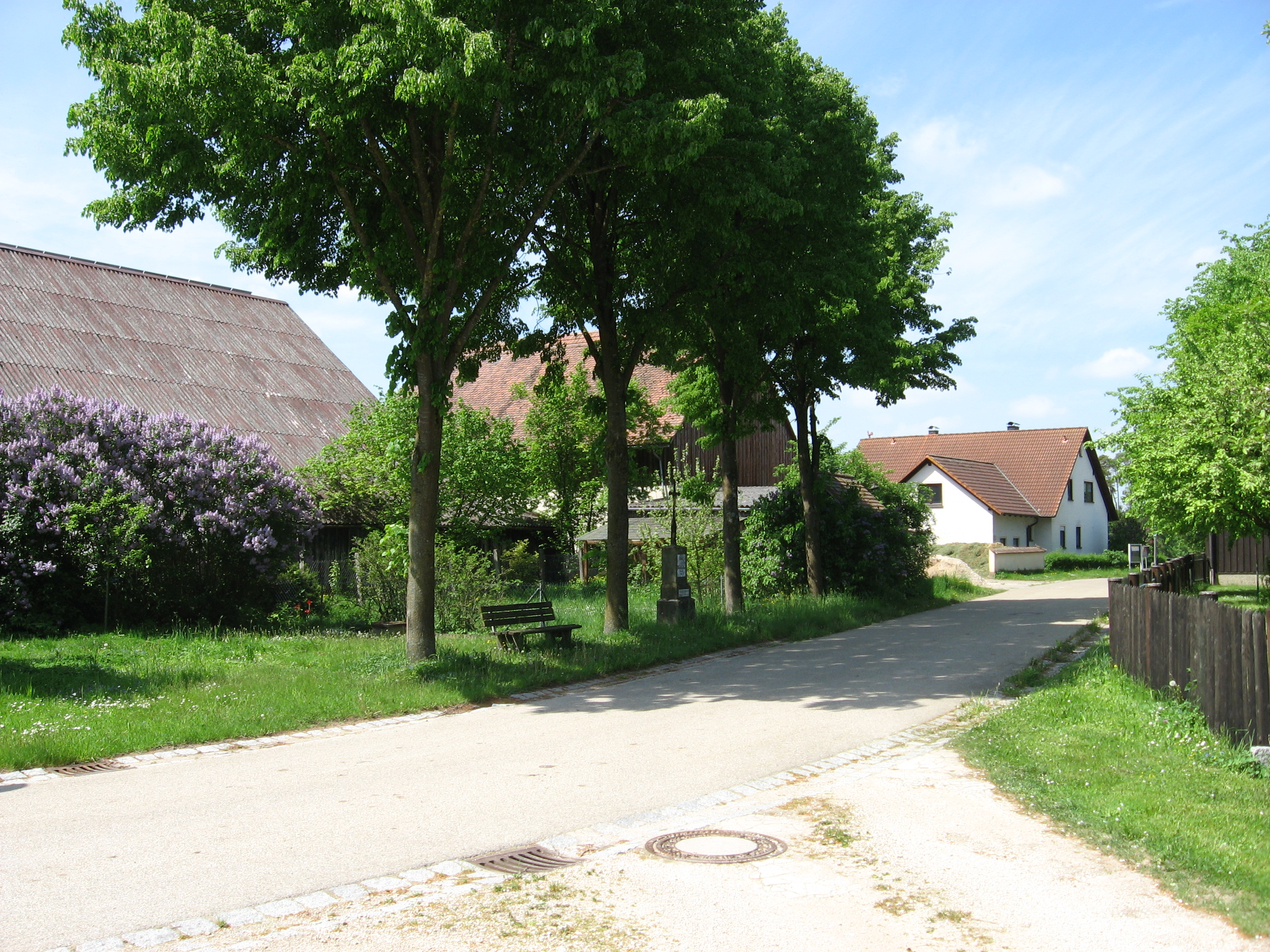
Ortskern

Eulenhof (früher auch Eilenhof genannt) ist ein Gemeindeteil des Marktes Allersberg im Landkreis Roth (Mittelfranken, Bayern). Eulenhof liegt in der Gemarkung Altenfelden.

## Geographische Lage
Der Weiler liegt auf offener Flur. Im Süden befinden sich seit dem 19. Jahrhundert eine Reihe von Weihern mit einer Gesamtfläche von etwa zwei Hektar. Diese werden vom Schönbrunner Bach gespeist und über einen namenlosen Bach in den nahen Rothsee entwässert. 400 m östlich verlaufen die Autobahn A 9 und die Schnellfahrstrecke Nürnberg–Ingolstadt. Eine Gemeindeverbindungsstraße führt nach Allersberg (1,2 km nordöstlich) bzw. die Staatsstraße 2225 kreuzend nach Polsdorf (1,2 km südwestlich). Im bayerischen Urkataster von 1808 sind drei sehr kleine Gehöfte und ein Brunnen unter dem Namen Eilenhofen verzeichnet.

## Geschichte
Eulenhof wurde 1345 erstmals urkundlich erwähnt. Zu diesem Zeitpunkt befand sich dieser im Besitz von Hilpolt von Stein. Auch im 16. Jahrhundert gab es nur einen Hof. Gegen Ende des 18. Jahrhunderts bestand Eulenhof aus zwei Anwesen und einem Gemeindehirtenhaus. Das Hochgericht und die Dorf- und Gemeindeherrschaft übte das pfalz-neuburgische Landrichteramt Allersberg aus. Grundherr der Anwesen war das Landgericht Allersberg. Im Rahmen des Gemeindeedikts (frühes 19. Jahrhundert) wurde Eulenhof dem Steuerdistrikt Allersberg und der Ruralgemeinde Eppersdorf zugewiesen, die nach 1820 in die Gemeinde Altenfelden eingegliedert wurde. Am 1. Juli 1971 erfolgte im Zuge der Gebietsreform in Bayern die Eingemeindung nach Allersberg.

### Einwohnerentwicklung
| Jahr      | 001818 | 001836 | 001861 | 001871 | 001885 | 001900 | 001925 | 001950 | 001961 | 001970 | 001987 |
| Einwohner | 20     | 24     | 40     | 24     | 26     | 37     | 25     | 26     | 19     | 16     | 18     |
| Häuser    | 3      | 5      |        |        | 6      | 6      | 5      | 5      | 5      |        | 5      |
| Quelle    | [ 2 ]  | [ 13 ] | [ 14 ] | [ 15 ] | [ 16 ] | [ 17 ] | [ 18 ] | [ 19 ] | [ 20 ] | [ 21 ] | [ 1 ]  |

## Religion
Eulenhof ist römisch-katholisch geprägt und bis heute nach Mariä Himmelfahrt (Allersberg) gepfarrt. Die Einwohner evangelisch-lutherischer Konfession waren ursprünglich nach St. Georg (Pyrbaum) gepfarrt, seit den 1960er Jahren ist die Pfarrei Allersberg zuständig.